# Kopfschildschnecken
Die Kopfschildschnecken (Cephalaspidea) sind eine Unterordnung der Hinterkiemerschnecken. Die Unterordnung umfasst rund 7000 Arten der im Meer lebenden Nacktschnecken.
Der Name Kopfschildschnecken bezieht sich auf ein vom Rücken abgesetztes Kopfschild, welches verbreiterten Fühlern entspricht.

## Merkmale
Abgesehen vom Kopfschild zeichnet diese Schnecken weiterhin aus, dass meistens eine Schale vorhanden ist, sie keine Tentakel haben und dass seitliche Verbreiterungen (Parapodien) vorkommen. Bis auf einige wenige Süßwasserarten kommen fast alle Kopfschildschnecken ausschließlich im Meer vor.

## Stammesgeschichte
Die Kopfschildschnecken sind eine sehr basale Gruppe der Euthyneura (Geradnervige). Es bestehen enge Beziehungen zu den Streptoneura, da viele ursprüngliche Merkmale (Autamorphien der Gastropoda) oft noch vorhanden sind.
Solche Merkmale wären:
- Operculum (nur Acteon)
- Überkreuzung der Pleurovisceralkonnektive, keine Konzentration der Ganglien
- Atrium vor dem Herzen (Ventrikel)

## Systematik
Die Taxonomie der Schnecken unterliegt Revisionen und Wandel. Daher gibt es verschiedene Systematiken. Als klassisch wird meist die auf Johannes Thiele (1929–1935) zurückgehende betrachtet. Sie war bis in die 1990er anerkannt. Eine modernere und die letzte aufgrund rein morphologischer Ansätze aufgestellte Systematik ist die von Ponder & Lindberg (1997). Die aktuelle Systematik ist phylogenetisch orientiert und geht zurück auf Bouchet & Rocroi (2005).

### Systematik nach Ponder & Lindberg (1997)
- Klasse Gastropoda
  - Unterklasse Orthogastropoda W.F. Ponder & D.R. Lindberg, 1995
    - Teilklasse Apogastropoda L. Salvini-Plawen & G. Haszprunar, 1987
      - Überordnung Heterobranchia J.E. Gray, 1840
        - Gruppe Euthyneura
          - Ordnung Opisthobranchia A. Milne-Edwards, 1848
            - Unterordnung Cephalaspidea P.H. Fischer, 1883
              - Überfamilie Acteonoidea A. d’Orbigny, 1835
              - Überfamilie Bulloidea J.-P. Lamarck, 1801
              - Überfamilie Diaphanoidea N.H. Odhner, 1914
              - Überfamilie Haminoeoidea H.A. Pilsbry, 1895
              - Überfamilie Philinoidea J.E. Gray, 1850
              - Überfamilie Ringiculoidea R.A. Philippi, 1853
              - Überfamilie Cylindrobulloidea J. Thiele, 1931

### Systematik nach Bouchet & Rocroi (2005)
- Klasse Gastropoda
  - Clade Heterobranchia J.E. Gray, 1840
    - informelle Gruppe Opisthobranchia A. Milne-Edwards, 1848
      - Clade Cephalaspidea P.H. Fischer, 1883
        - Überfamilie Bulloidea J.-P. Lamarck, 1801
          - Familie Bullidae J.-P. Lamarck, 1801

        - Überfamilie Diaphanoidea J.E. Gray, 1840
          - Familie Diaphanidae N.H. Odhner, 1914
          - Familie Notodiaphanidae J. Thiele, 1931

        - Überfamilie Haminoeoidea H.A. Pilsbry, 1895
          - Familie Haminoeidae
          - Familie Bullactidae J. Thiele, 1926
          - Familie Smaragdinellidae J. Thiele, 1925

        - Überfamilie Philinoidea J.E. Gray, 1850
          - Familie Aglajidae H.A. Pilsbry, 1895
          - Familie Cylichnidae A. Adams, 1850
          - Familie Gastropteridae W.J. Swainson, 1840
          - Familie Philinidae J.E. Gray, 1850
          - Familie Philinoglossidae Hertling, 1932
          - Familie Plusculidae Franc, 1968
          - Familie Retusidae J. Thiele, 1926

        - Überfamilie Runcinoidea
          - Familie Runcinidae H. Adams & A.Adams, 1854
          - Familie Ilbiidae Burn, 1963

In dieser Systematik wird im Vergleich mit der vorangehenden Systematik von Ponder & Lindberg (1997)
- die Überfamilie Acteonoidea nach A. d’Orbigny (1835) als Überfamilie in die informellen Gruppe Niedere Heterobranchia (Clade Heterobranchia) verschoben,
- die Überfamilie Cylindrobulloidea nach J. Thiele (1931) eine Familie der neuen Gruppe Cylindrobullida (informelle Gruppe Opisthobranchia).

D. h. das Clade Cephalaspidea wurde gegenüber der Unterordnung Cephalaspidea verkleinert.